# منتخب غينيا لكرة اليد للسيدات
منتخب غينيا لكرة اليد للسيدات هو الممثل الرسمي لغينيا في رياضة كرة اليد. شارك في بطولة أفريقيا لكرة اليد للسيدات مرتين وكانت المشاركة الأولى في سنة 2014، كان أفضل مركز له فيها هو السابع.